# 片瀬山駅
片瀬山駅（かたせやまえき）は、神奈川県鎌倉市西鎌倉にある、湘南モノレール江の島線の駅である。駅番号はSMR6。

## 歴史
- 1971年（昭和46年）7月1日：開業[1]。
- 2018年（平成30年）4月1日：ICカード「PASMO」の利用が可能となる[2]。簡易改札機で対応[3]。
- 2021年（令和3年）3月1日：湘南モノレールがスポンサードするJリーグ・湘南ベルマーレとのコラボレーション企画として、2021年シーズン終了までの間、駅名板を湘南ベルマーレ仕様とし、駅名表記を「GET3山駅」（片瀬山→かたせ山→勝たせ山→「勝ち点3ゲット」山、の意味）に変更[4][5]。

## 駅構造

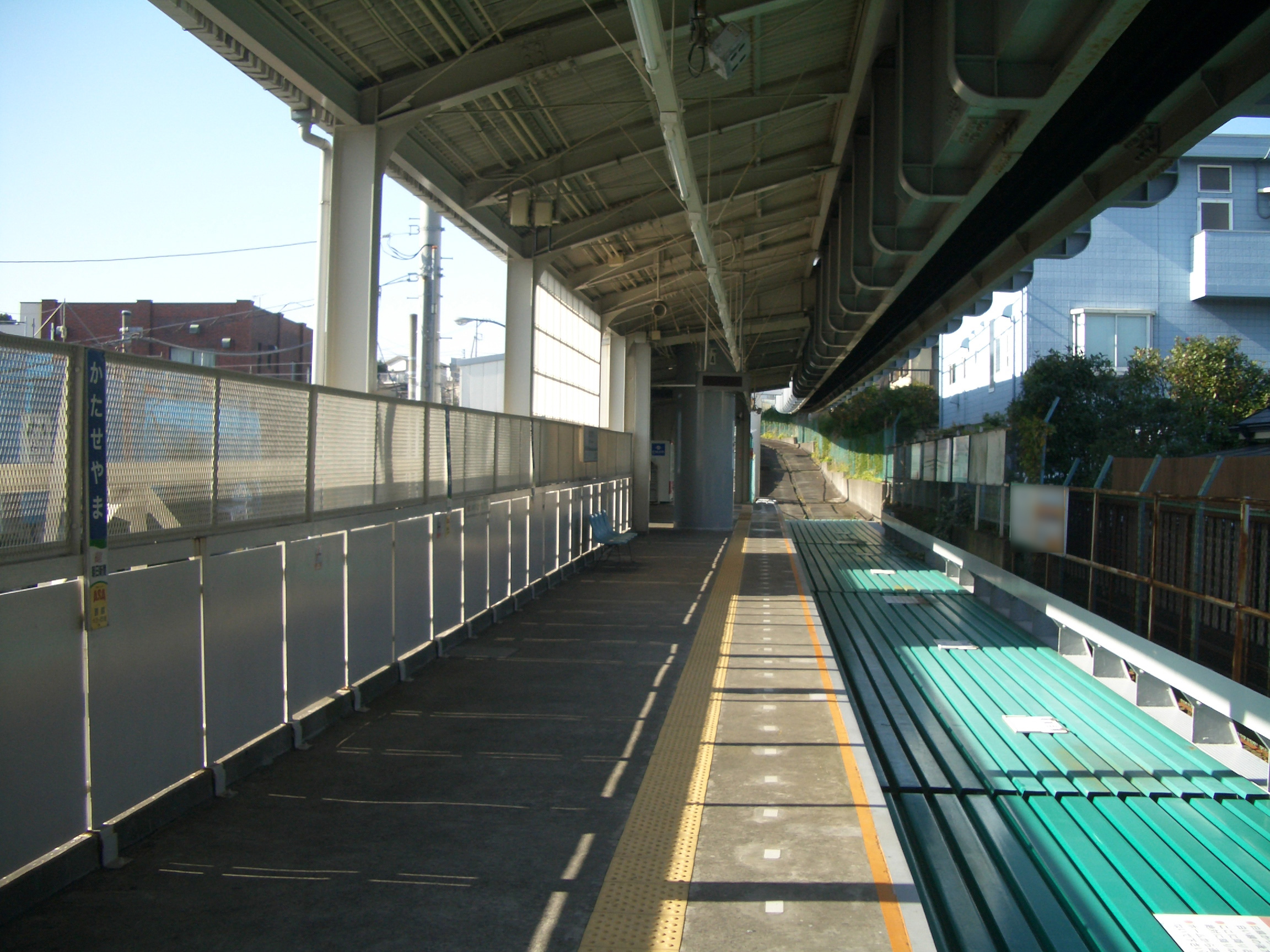
ホーム（2008年12月）

単式ホーム1面1線の地上駅（但し、ホーム大船方は高架となっている）。この駅付近では、モノレールとしては珍しく、線路が地表にごく近い高さで通っており、駅ホームから構外への階段も十段程度しかなく、スロープも設置されている。上り下りとも同一ホームに発着するため、電車接近表示案内と接近放送が行われる。住宅地内のため、三菱電機エンジニアリング製の超指向性音響システム「ここだけ」が使用されている。
無人駅のため、改札口は無く、乗車時には自動券売機で乗車券を購入し、降車時には車掌に乗車券を手渡すこととなる。また、券売機脇に駅係員連絡用インターホンが設置されている。

## 利用状況
各年度の1日平均乗車人員は下表の通り。
| 乗車人員推移       | 乗車人員推移     | 乗車人員推移 |
| 年度               | 1日平均 乗車人員 | 出典         |
| ------------------ | ---------------- | ------------ |
| 1998年（平成10年） | 1,949            | [ * 2 ]      |
| 1999年（平成11年） | 1,937            | [ * 3 ]      |
| 2000年（平成12年） | 1,882            | [ * 4 ]      |
| 2001年（平成13年） | 1,842            | [ * 4 ]      |
| 2002年（平成14年） | 1,797            | [ * 5 ]      |
| 2003年（平成15年） | 1,838            | [ * 6 ]      |
| 2004年（平成16年） | 1,816            | [ * 7 ]      |
| 2005年（平成17年） | 1,847            | [ * 8 ]      |
| 2006年（平成18年） | 1,873            | [ * 9 ]      |
| 2007年（平成19年） | 1,881            | [ * 10 ]     |
| 2008年（平成20年） | 1,846            | [ * 11 ]     |
| 2009年（平成21年） | 1,813            | [ * 12 ]     |
| 2010年（平成22年） | 1,791            | [ * 13 ]     |
| 2011年（平成23年） | 1,797            | [ * 14 ]     |
| 2012年（平成24年） | 1,832            | [ * 15 ]     |
| 2013年（平成25年） | 1,893            | [ * 16 ]     |
| 2014年（平成26年） | 1,817            | [ * 17 ]     |
| 2015年（平成27年） | 1,848            | [ * 18 ]     |
| 2016年（平成28年） | 1,883            | [ * 19 ]     |
| 2017年（平成29年） | 1,875            | [ * 20 ]     |
| 2018年（平成30年） | 1,965            | [ * 21 ]     |
| 2019年（令和元年） | 1,933            | [ * 22 ]     |
| 2020年（令和02年） | 1,371            | [ * 23 ]     |
| 2021年（令和03年） | 1,585            | [ * 24 ]     |
| 2022年（令和04年） | 1,733            | [ * 25 ]     |
| 2023年（令和05年） | 1,864            | [ * 1 ]      |

## 駅周辺
- 藤沢市立片瀬中学校
- 湘南白百合学園中学・高等学校
- 三井不動産片瀬山分譲地
- 西武西鎌倉分譲地

### バス路線
「片瀬山入口」及び「諏訪ケ谷」「諏訪ヶ谷」が最寄りバス停。
片瀬山入口
- 東方向
  - 江ノ電バス
    - F20 - 藤沢駅南口行（西鎌倉・手広経由）
    - F21 - 津村行（西鎌倉経由）
    - F23 - 湘南車庫行（西鎌倉・手広経由）
- 西方向
  - 江ノ電バス
    - F2・F21・F23 - 藤沢駅南口行（藤ヶ谷経由）

諏訪ケ谷（京浜急行バス）・諏訪ヶ谷（江ノ電バス）
- 東方向（津村経由）
  - 京浜急行バス
    - 船5 - 大船駅行
- 北方向（西鎌倉経由）
  - 京浜急行バス
    - 船5 - 大船駅行 ※朝のみ

  - 江ノ電バス
    - F20 - 藤沢駅南口行（手広経由）
    - F21 - 津村行
    - F23 - 湘南車庫行
- 南方向
  - 京浜急行バス（津村経由）
    - 船5 - 大船駅行

  - 江ノ電バス
    - F2・F21・F23 - 藤沢駅南口行（藤ヶ谷経由）

## 隣の駅
湘南モノレール
■江の島線
西鎌倉駅（SMR5） - 片瀬山駅（SMR6） - 目白山下駅（SMR7）